# Nicklas Utgren
Nicklas Utgren (Vänersborg, 12 gennaio 1969) è un ex tennista svedese.

## Carriera
In carriera ha vinto 1 torneo di doppio. Nei tornei del Grande Slam ha ottenuto il suo miglior risultato raggiungendo il terzo turno di doppio agli Australian Open nel 1990, in coppia con il connazionale Per Henricsson.

## Statistiche

### Doppio

#### Vittorie (1)
| Numero | Anno | Torneo               | Superficie  | Compagno       | Avversari in finale       | Punteggio |
| 1.     | 1989 | Swedish Open, Båstad | Terra rossa | Per Henricsson | Josef Čihák Karel Nováček | 7–5, 6–2  |